# Carpophthoracidia matsumotoi
Carpophthoracidia matsumotoi är en tvåvingeart som beskrevs av Tokuichi Shiraki 1968. Carpophthoracidia matsumotoi ingår i släktet Carpophthoracidia och familjen borrflugor. Inga underarter finns listade.